# Sertularella tricincta
Sertularella tricincta är en nässeldjursart som beskrevs av Chantal Billard 1939    . Sertularella tricincta ingår i släktet Sertularella och familjen Sertulariidae. Inga underarter finns listade i Catalogue of Life.